# 假全冠黄堇
假全冠黄堇（学名：Corydalis pseudotongolensis）为罂粟科紫堇属下的一个种。

## 扩展阅读
維基物種上的相關：假全冠黄堇